# Benoît Fourneyron
Benoît Fourneyron (Saint-Étienne, 1 de noviembre de 1802 - París, 8 de julio de 1867), fue un ingeniero, inventor  e industrial francés, cuya reputación se asocia con la invención de la turbina hidráulica y de la tubería de carga. Fue brevemente diputado de la Segunda República en 1848–1849.

## Biografía

### Un brillante alumno de la Escuela de Minas de Saint-Étienne
Hijo de un topógrafo de Saint-Etienne,  sus compañeros de estudios decían de él que «había nacido en una brújula y que sabía levantar los planos al venir al mundo». Allumno a los nueve años del colegio de Saint-Etienne, ya mostraba allí una preferencia por las ciencias exactas. Admitido en la Escuela de Mineros —hoy École nationale supérieure des mines de Saint-Étienne—, antes de alcanzar la edad legal de 15 años a causa de sus capacidades, suplía al profesor de matemáticas, Claude Burdin, en su ausencia y llevaba a sus amigos cuando su padre le encargaba levantar los planos de minas. Tuvo como profesores a Pierre Michel Moisson-Desroches, Louis-Antoine Beaunier y Louis de Gallois. Participó en los ensayos a escala de la línea Saint-Étienne - Andrézieux.
Acabó en 1819, segundo de la primera promoción de la escuela. El director de la escuela, Louis-Antoine Beaunier, lo envió a hacer sus clases de ingeniero de minas a Creusot y después a la cuenca de Alès (1820).
Fue director adjunto de la Compagnie départementale du Haut-Rhin pour la recherche de houille [Compañía departamental del Alto Rin para la búsqueda de hulla] de 1822 a 1824

### La turbina

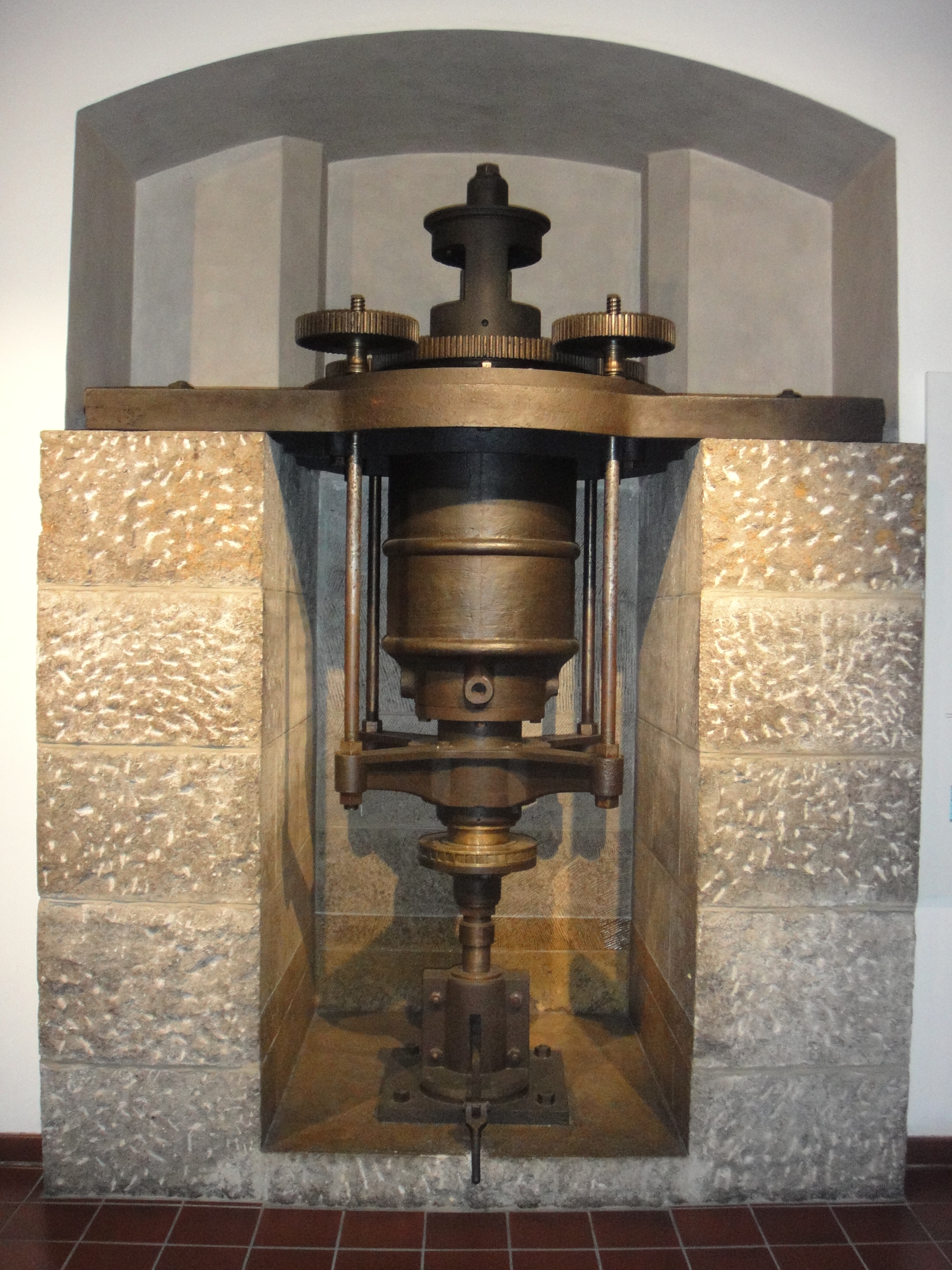
La turbina de Fourneyron.

En 1821, la sociedad de forjas de Pourtalés le encargó instalar, en Pont-sur-l'Ognon, una fábrica de chapa y de hojalata por el método inglés. Las laminadoras se instalaron en menos de once meses. Esta fábrica recibía la energía de ruedas hidráulicas de rendimiento mediocre: en la Escuela de Minas, había sido alumno de Burdin, que había tratado de lograr lo que él llamaba turbinas, es decir, ruedas hidráulicas sumergidas en rotación alrededor de un eje horizontal, vertical o inclinada, que produjera el máximo de efecto del agua. Fourneyron logró inventar la «turbina de presión universal y continua» que lleva su nombre. Un maestro de forja del Franco Condado, F. Caron, aseguró el éxito del nuevo procedimiento encargando las dos primeras turbinas para las forjas de Fraisans (Jura), entonces propiedad de la familia de Caron.
Hacia 1827, fijó su primera oficina de diseño en Besançon y luego en 1836 en Niederbronn y, finalmente, en 1838, en París, en la rue de Trévise. Comenzó a instalar turbinas en Augsburg, fue recibido con todos los honores en Múnich, se encontró con Metternich en Viena, montó hilaturas en Trieste, en Venecia y en Milán. En 1850, decidió crear su propia fábrica para experimentar y construir máquinas, tanto motores hidráulicos como motores de vapor y eligió la ciudad de Chambon-Feugerolles para asentarse. Acondicionó la caída de agua en las orillas del Valchérie como laboratorio de ensayos y después añadió una pequeña fundición y una sala de máquinas. Confió la fábrica a sus dos sobrinos.
En 1832 Fourneyron consiguió una patente para su rueda. Fue la gloria: la Academia de Ciencias de Francia le coronó en 1834, la exposición de 1839 le otorgó una medalla de oro, y el rey le concedió la Légion d'honneur.
Sus turbinas hicieron que su nombre fuese célebre desde Rusia a México. Si bien fracasó en 1843 en su tentativa de ser elegido miembro de la Academia de Ciencias, la Academia de Boston le hizo uno de sus miembros correspondientes en 1846. Sus turbinas perfecionadas le valieron una medalla de honor de la Exposición Universal de París (1855).
De espíritu liberal, marcado por el sansimonismo, Fourneyron se incorporó a la república después de la revolución de Febrero. En 1848 fue elegido diputado de Loire. Sin embargo, no logró ser elegido contra el candidato oficial en 1863.
En la Exposición Universal de París (1867) fue nombrado miembro del jurado y clasificado fuera de concurso pero, enfermo, abandonó sus funciones y murió poco después. Dejó varios legados a los pobres.

### Reconocimientos

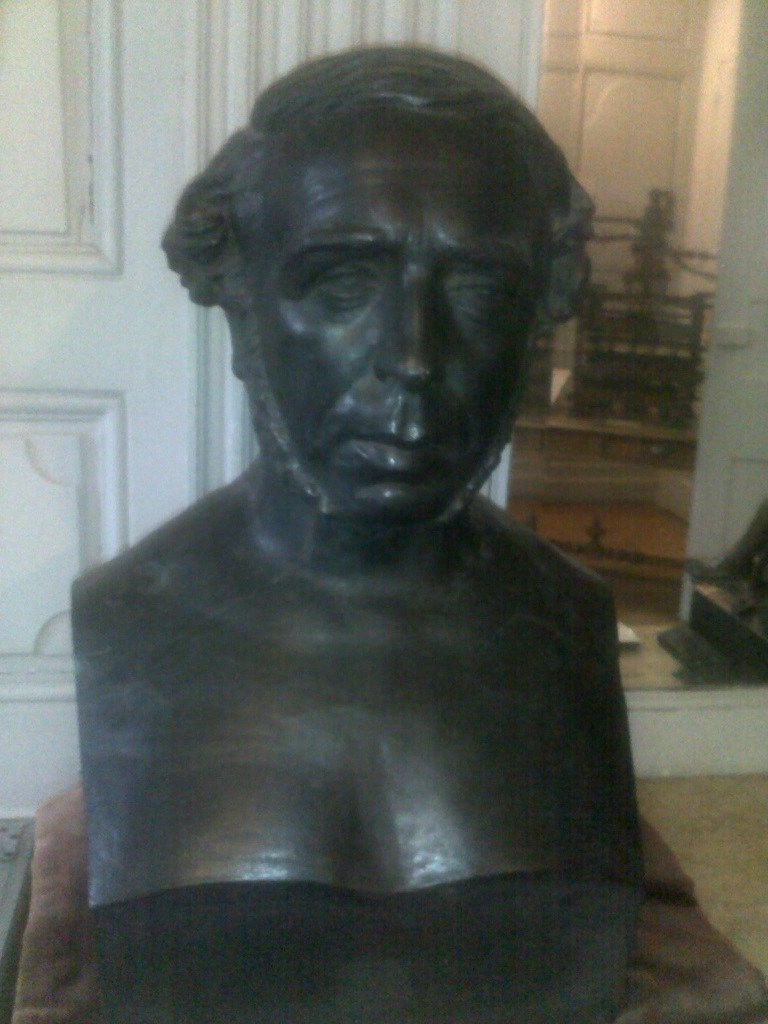
Busto de Benoît Fourneyron (1802-1867), Museo de arte e industria de Saint-Etienne, en depósito en el Musée du Vieux Saint-Etienne.

En su honor, su ciudad natal de Saint Etienne le dio su nombre a una plaza y también a una Escuela de Educación Técnica. Su nombre también se inscribe en la fachada principal de la Ecole des Mines de Saint-Étienne.
En París , también hay una rue Fourneyron, junto a la rue Brochant contra el mercado de Batignolles en el distrito 17. Hay también calles con su nombre en Perpiñán, Carcasona y Liévin, entre otras localidades.